# Коти (колеж)
Колеж Коти (на английски: Cottey College) е 2-годишен девически колеж с около 10 900 студентки.
Намира се в гр. Невада, Мисури на около 160 км южно от Канзас Сити и на около 80 км северно от Джоплин, Мисури.